# 安民镇 (丹东市)
安民镇，是中华人民共和国辽宁省丹东市振兴区下辖的一个乡镇级行政单位。

## 行政区划
安民镇下辖以下地区：
群英村、西安民村、金安村、金板村和中和村。